# Бендорф
Бендорф  (нім. Bendorf) — місто в Німеччині, розташоване в землі Рейнланд-Пфальц. Входить до складу району Маєн-Кобленц.
Площа — 24,07 км2. Населення становить 16 893 ос. (станом на 31 грудня 2020).